# 虎鯨
虎鯨，又稱殺人鯨或逆戟鯨，是齒鯨小目海豚科中体型最大的物種，也是海洋中最突出的頂級掠食者之一。作为一种分布极为广泛的哺乳动物，虎鲸栖息于世界上几乎所有的大洋之中，除波罗的海、黑海及北冰洋部分区域外，从冰冷的南北極到溫帶、亞熱帶及热带海域均可见其踪迹。
虎鯨以聪明而高效的捕猎技能著称，位于海洋食物鏈的頂端。它们的食性非常广泛，但不同生态型的虎鲸往往对特定猎物表现出高度专一性。例如，居留型虎鯨主要以魚类（如鮭魚和鮪魚）为食，族群型虎鯨则专门捕食海豹，遷徙型虎鯨則以更广泛的海洋哺乳動物为猎物，包括海豹、海獅、海象、海狗，鲨鱼，甚至其他鯨類（如海豚和鬚鯨）。
目前已确认至少存在五种具有不同外形和生态习性的虎鲸种群。生物学家仍在争论，这些种群是否足够独特，可以划分为单独的種族或亞種。虎鲸的社会行为十分复杂，其中一些种群，例如居留型虎鲸，会形成高度稳定的母系社會结构（称为“族群”）。这些族群通过独特的捕猎技巧、复杂的声音交流以及代代相传的行为习惯，展现出某种程度的文化特征。
截至2023年8月，国际自然保护联盟（IUCN）将虎鲸的保护状态评为“数据缺乏”（Data Deficient）。这是由于不同种群之间可能属于不同的物种或亚种，参见虎鲸类型和种群，从而导致分类复杂化。然而，一些地方种群因种种原因面临灭绝威胁。虎鲸的主要威胁包括：
- 食物来源的减少
- 海洋主题公园的捕捉
- 与渔业的冲突
- 噪音和水体污染（如多氯联苯）
- 栖息地丧失
- 船只活动增加（如航运和观鲸船）

特别是美国西海岸的南部居民虎鲸，由于栖息地破坏和鲑鱼资源枯竭，已被列入《濒危物种法》。

## 概要
虎鲸因其在电影、电视节目和海洋主题公园中的表现而广为人知。然而，在20世纪60年代以前，虎鲸被视为危险的掠食者，并遭到恐惧和迫害。自捕获少量野生个体进行驯养后，人们对虎鲸的态度发生了积极转变。
北美西海岸的科学家已对虎鲸种群进行了超过30年的研究，使其成为人类了解最深入的鲸豚之一。科学家发现，不同种群的虎鲸在形态、基因、生态和行为上均存在显著差异，表明虎鲸可能需要进一步细化分类，甚至可能重新定义为不同的亚种或新物种。虎鲸的生态多样性与狼群类似，每个生态型都高度适应其特定的栖息环境，展现了海洋生态系统的复杂性和生物适应的多样性。

## 名称起源
虽然虎鲸属于海豚科，但因对西班牙语“asesino de ballenas”（直译为“鲸类杀手”）的误译而得名“杀人鲸”（killer whales），这一名称反映了虎鲸曾以捕猎鲸类而闻名的历史行为。然而，自20世纪60年代以来，“虎鲸”（orca）这一更为中性的名称逐渐取代了“杀人鲸”，并被公众广泛接受。
虎鲸属名 Orcinus 源自拉丁语，意为“死者之国的”或“属于冥府之神奥迦斯的”，带有神秘色彩。古罗马人最早用“orca”一词（复数为“orcae”）来指代虎鲸，这个词可能来源于古希腊语“ὄρυξ”（óryx），该词意指某些鲸类，可能包括独角鲸。
作为海豚科的一员，虎鲸与其他海洋海豚的亲缘关系比与其他鲸类更为紧密，因此生物学上更接近海豚而非大型鲸类。
虎鲸有时也被称为“黑鱼”（blackfish），但这一名称同样适用于其他几种鲸类。“Grampus”是虎鲸曾用的旧称，但如今已很少使用。这一词需与灰海豚属（Grampus）区分开来，后者仅包含一种成员，即里氏海豚（Grampus griseus）。

## 分类学
虎鲸（Orcinus orca）是虎鲸属中唯一已知的现存物种，同时也是卡尔·林奈在其1758年发表的里程碑式著作《自然系统》第十版中描述的众多动物之一。
早在1558年，康拉德·格斯纳在其《鱼类与水生动物之自然》（Piscium & aquatilium animantium natura，隶属《动物志》）中首次对虎鲸进行了科学描述。这一描述基于对一只搁浅于格赖夫斯瓦尔德湾的虎鲸尸体的观察，该事件在当地引起了广泛关注。
虎鲸是海豚科的35个物种之一。海豚科大约在1100万年前首次出现，而虎鲸的分支可能很快从这一家族中分化出来。尽管虎鲸在形态上与伪虎鲸、侏虎鲸以及领航鲸有相似之处，但对细胞色素 b 基因序列的研究表明，它与短吻海豚属（Orcaella）的物种关系最近。然而，2018年的一项研究则将虎鲸归为Lissodelphininae亚科的姐妹群，与宽吻海豚属（Lagenorhynchus）和小头海豚属（Cephalorhynchus）关系密切。相比之下，2019年的一项系统发育研究发现虎鲸是海豚科中第二个最基础的成员，仅次于大西洋白侧海豚（Leucopleurus acutus）。

## 虎鲸属的下属物种
关于虎鲸的类型与种群，请参见虎鲸类型和种群。
目前已确认的三至五种虎鲸类型在生态和形态特征上具有足够的独特性，可能被视为不同的种族、亚种，甚至是独立物种。国际自然保护联盟（IUCN）在2008年的报告中指出：“该属的分类显然需要重新审查。在未来几年内，O. orca 很可能会被重新划分为多个独立物种或至少是亚种。”然而，由于各虎鲸种群在生态特征上的显著差异，仅凭简单的分类方式将它们区分为几个类型仍面临挑战。
在北美西海岸的研究中，已明确区分出三种主要类型的虎鲸：以鱼类为主食的“居留型”（residents）、以哺乳动物为主食的“过境型”（transients）以及分布于更远海域的“近海型”（offshores）。尽管其他地区的种群尚未被充分研究，但全球范围内的研究表明，也存在专门捕食鱼类或哺乳动物的虎鲸种群。
针对哺乳动物捕食型虎鲸的早期假设曾认为它们可能密切相关，但基因检测已否定了这一推测，显示不同地区的哺乳动物捕食型虎鲸在遗传上并无直接联系。

### 近期研究成果
2024年的一项研究支持将北美东部的居留型和过境型虎鲸分别提升为两个独立物种：Orcinus ater 和 Orcinus rectipinnus。然而，海洋哺乳动物学会对此持保留态度，认为这些类型是否构成独立物种或亚种仍存不确定性。因此，该学会“暂时承认”它们为亚种，分别命名为 Orcinus orca ater 和 O. o. rectipinnus，而指名亚种为 O. o. orca。
在南极洲，已记录了四种虎鲸类型，分别为 A 型、B 型、C 型和 D 型。20世纪80年代，苏联研究人员曾描述了两种体型较小的矮型虎鲸，命名为 Orcinus nanus 和 Orcinus glacialis，但大多数鲸类学者对这些分类的有效性持怀疑态度。完整的线粒体基因组测序显示，南极的 B 型和 C 型虎鲸应被认定为独立物种，北太平洋的过境型虎鲸亦应如此，而其他类型暂时可视为亚种，需更多研究数据支持。2019年对 D 型虎鲸的研究进一步表明，它们与其他种群具有显著差异，可能是一个独立物种。

### 虎鲸属现有物种
虎鲸属（Orcinus）包括以下已确认的物种：
- Orcinus ater (Cope in Scammon, 1869)[27]
- Orca citoniensis (Capellini, 1883)
- Orca meyeri (Brandt, 1873)
- Orca paleorca (Matsumoto, 1937)
- 虎鲸 Orcinus orca (Linnaeus, 1758)
- Orcinus rectipinnus (Cope in Scammon, 1869)[27]

## 基本資料
- 出生時身長體重：2.2－2.6公尺，160－175公斤
- 最大身長體重紀錄：雄─9.45公尺，9,524公斤；雌─8.53公尺、6,803公斤
- 壽命：野外雄性─平均30歲，最老69歲；野外雌性─平均50歲，最老105歲

## 外型特徵

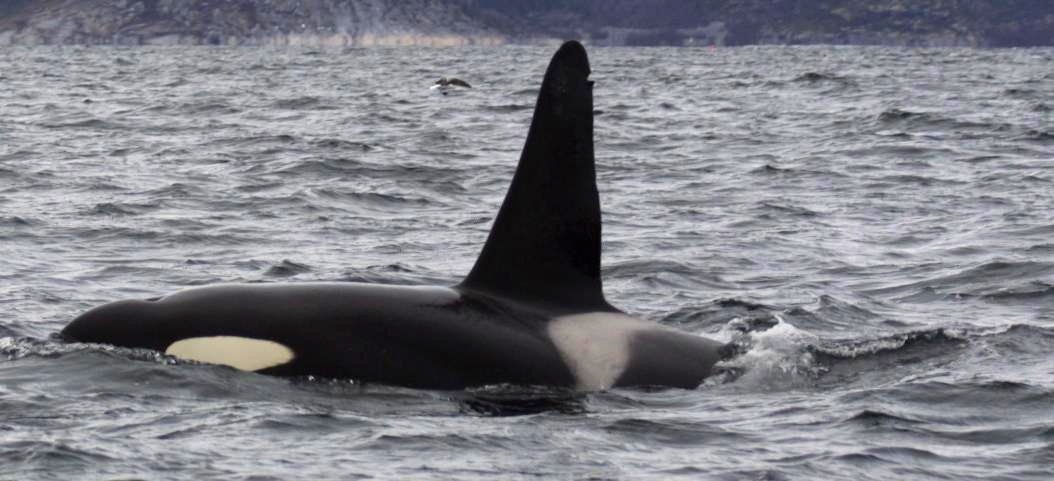
虎鯨高聳直立的背鰭

虎鯨的體型極為粗壯，是海豚科中體型最大的物種，身體大小、鰭肢大小和背鰭高度有明顯的性二型。雄性成體的背鰭直立，最高可達1.0～1.8米，雌性的背鰭明顯地呈鐮刀形，高度低於1米。頭部呈圓錐狀，沒有突出的嘴喙。大而高聳的背鰭位於背部中央，其形狀有高度變異性，雌鯨與未成年虎鯨的背鰭呈鐮刀形，而成年雄鯨則多半如棘刺般直立，高度約1至1.8公尺。胸鰭大而寬闊，大致呈圓形，這點與大多數海豚科成員的典型鐮刀狀背鰭不同。上、下顎各有10至16對大而尖銳的牙齒。虎鯨的體色圖樣主要由黑與白這兩種對比分明的色彩組成，位於身體腹面的白色區域自下顎往後延伸至尾部處，在全黑的胸鰭之間變得狹窄，到了肚臍後方產生分歧，尾鰭腹面亦為白色。背部與體側皆為黑色，但在生殖裂附近的側腹處有白色斑塊，眼睛斜後方亦有明顯的橢圓形白斑。在背鰭後方有呈灰至白色的馬鞍狀斑紋（saddle）。

## 分類
虎鯨可分為四類，各類之間的關係未明，甚至可能是不同物種，又或者是亞種，故虎鯨的保育狀況為數據缺乏。
- A型：最典型的型態，主食為小鬚鯨。[29]

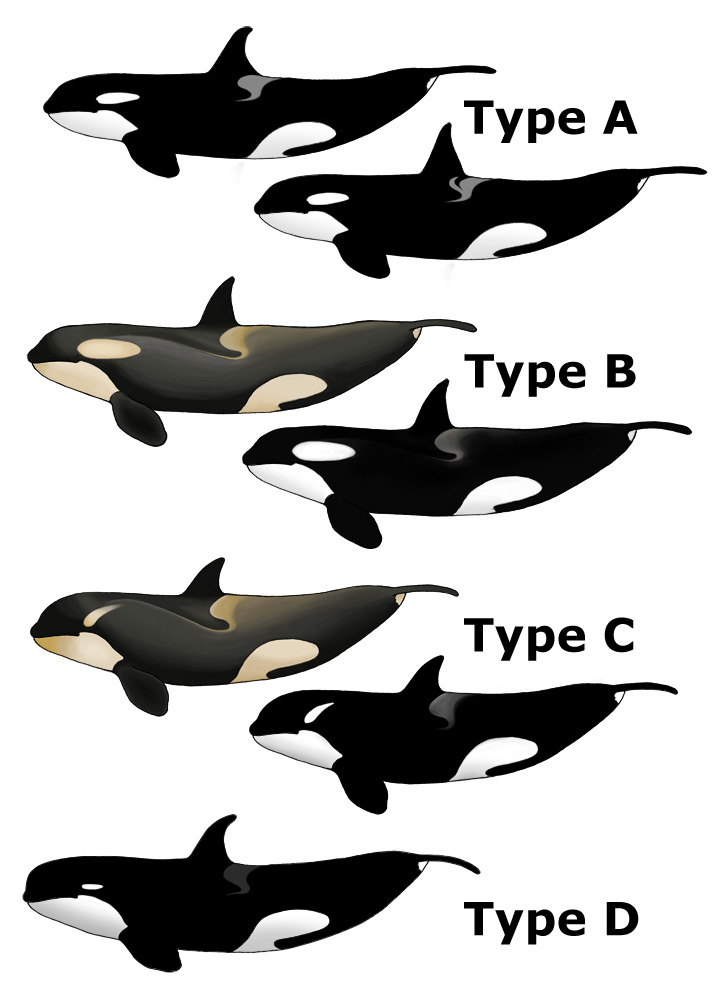
各型虎鯨的型態

- B型：「白色」部分呈淡黃，且背上有深灰斑；[30]B1型主食為海豹，[29]，B2型主食为企鹅。[31]B1型虎鲸又称浮冰型虎鲸，它们会在捕猎时一起露出水面，用尾巴拍出巨大的浪花，将浮冰打坏，让海豹掉进水里。B2型虎鲸捕食企鹅时专门啃食企鹅的胸肌，并丢弃剩下的部分。[32]
- C型：體型最細；眼斑較斜；跟B型一樣於背上有深灰斑；唯一已知獵物是鱗頭犬牙南極魚。[29]
- D型：眼斑極細[33]；眼斑最小；分佈在南緯40至60度；被猜測以小鱗犬牙南極魚為食。[34]

## 生存之處
牠們的移動情形普遍與追蹤獵物或增加捕食率有關，時間通常在魚類產卵季與海豹的生產期。到了夏天，大西洋中大多數的虎鯨都棲息於浮冰邊緣或有浮冰的水道，以魚、鬚鯨、企鵝、海豹、海豚等為食。牠們會遷徙至何處、會移動多遠，目前仍未有定論。部分虎鯨會終年停留於南極海域，而在北極的虎鯨則很少接近浮冰。據華盛頓州與英屬哥倫比亞的虎鯨研究者指出，當地有定居型（resident）與過境型（transient）兩種型態的虎鯨群，當地終年皆可發現此兩種群體。
背鰭用途是要用以保持平衡感，若沒有背鰭，虎鯨就會失去平衡感。

## 習性

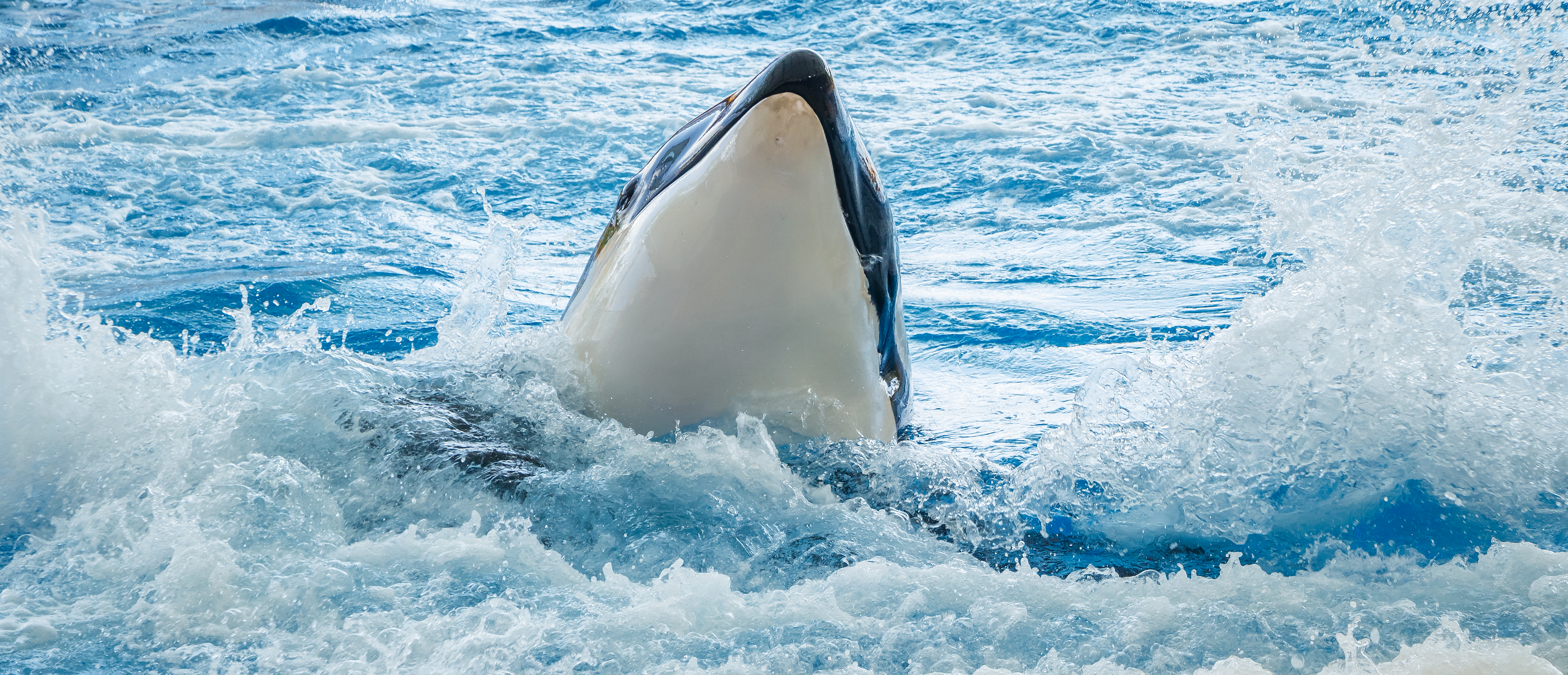
浮窺中的虎鯨

虎鯨時常會有躍身擊浪、浮窺等行為，或是以尾鰭或胸鰭拍擊水面。虎鯨的泳速最快可達時速55公里，可閉氣17分鐘左右。當周遭空氣涼爽時，通常可看見牠們低矮而呈樹枝狀的噴氣。牠們對船隻的反應多樣，冷漠忽視或是充滿好奇心都有可能。偶爾會集體擱淺，群體有時會被困在潮池或海灣中。在北極與南極海域，因為風吹而快速產生的浮冰對虎鯨而言是一大麻煩，有時會因此迫使牠們停留於水面開闊的小水域裡相當長的時間。
位於華盛頓州與英屬哥倫比亞的定居型虎鯨，其基本社群單位為小型母系群體，一般由2至9頭血緣關係相近的虎鯨所組成，此母系群體會長期維持穩固，所有成員會共同分擔養育工作。幾個這樣的群體會共同組成一個「小群」（pod，通常用以描述一群彼此間有社交行為聯繫的鯨目動物），典型的小群通常包含成年、未成年的雌雄虎鯨與仔鯨，多半由最年長的雌鯨居於領導地位，而待在小群裡的雄鯨通常是該雌鯨的後代。定居型小群面對其他小群時有特殊的致意方式：面對對方一段距離排成兩行緊密縱隊，然後兩個小群的成員會互相混雜，似乎是在表明其社交地位。
虎鯨被認為具有文化，代表虎鯨在群體內可透過學習獲得不同技能、行為。

## 繁殖
根據對位於華盛頓州與英屬哥倫比亞外海的定居型族群的研究資料顯示，虎鯨終年皆可生產，高峰期自秋季至隔年春天，平均生殖間隔為5年，成年雌鯨在過了40歲之後通常就不再生育。由圈養個體的研究結果推測，其懷孕期約15至18個月。雖然幼鯨很早就開始攝食固體食物，但哺乳期至少會持續達1年以上，通常要到2歲大左右才會完全斷奶。

## 天敵
虎鯨為食物鏈的最頂端，因此在自然界中沒有天敵。目前稱得上虎鯨的唯一天敵為人類，歷史上雖沒被捕鯨業盯上，但每年仍有數頭到上百頭的虎鯨會被漁民獵殺，此外工業的廢水排入海洋造成海洋污染，影響虎鯨的棲息地。船隻螺旋槳的聲音會影響虎鯨的聲納系統，也會嚇跑魚群，加上海洋大型魚類近年遭受濫捕，尤其食魚型虎鯨主食的鮭魚及鮪魚數量銳減使的牠們要挨餓無法哺育下一代，影響虎鯨種群的多樣性。

## 與人類的關係
虎鲸在自然环境中通常不会威胁人类安全，未有任何野生虎鲸致命攻击的记录。不過，在古典時代晚期有一頭名叫「波菲利烏斯」的大型鯨魚，在公元6世紀時曾在東羅馬帝國首都君士坦丁堡附近海域騷擾並擊沉船隻（漁船、商船和軍艦）導致人員傷亡。由於對海運航线影響很大，這也驚動了帝國皇帝查士丁尼一世（527年－565年在位），因此他非常想捕获波菲利烏斯，尽管他无法想出办法做到。歷史學家認為這是一頭是一頭體型異常巨大的虎鯨
或者抹香鯨。最終波菲利烏斯在追逐海豚時在薩卡里亞河河口附近擱淺了，然後遭到當地居民的襲擊被砍成碎片並當場食用。波菲利烏斯的死是记录在案的最早的鲸鱼袭击海员的案例。
然而，在人工饲养条件下，已记录了20余起虎鲸攻击人类的事件。例如，2010年，虎鲸“提利康”在美國佛羅里達州奧蘭多海洋公園袭击并杀害了其训练师。

## 声音
虎鲸的叫声像海豚一样音调较高。

## 食性
虎鯨的食物是所有鯨豚物種中最多樣化的。虎鯨捕食的動物包括魚類、海洋哺乳類、海洋無脊椎動物、海鳥和海龜。虎鯨的食物會因環境而有所不同，每個族群都有自己的飲食文化，並且傳授給下一代。
海洋哺乳類是虎鯨最喜愛的食物之一。不論是企鵝、海豹、海獅、海狗、海象、海豚和鯨魚皆為虎鯨的獵物。位於美國阿拉斯加的虎鯨會捕食體型較小的近親白腰鼠海豚（一種速度極快的小型海豚）。居住在北極的虎鯨則會獵殺海象、豎琴海豹、環海豹、冠海豹、一角鯨及白鯨。南極的虎鯨則是豹斑海豹的唯一天敵。有時虎鯨會採團體的方式打獵，這種打獵方式常用在獵食大型鯨魚，如偽虎鯨、灰鯨、小鬚鯨、露脊鯨、弓頭鯨、座頭鯨、甚至體型更大的長鬚鯨和藍鯨。成群的虎鯨是雌性抹香鯨和未成年的抹香鯨主要天敵，然而成年的雄性抹香鯨因攻擊性強，龐大的體型加上巨大的力氣可以對虎鯨造成嚴重傷害，因此成年的雄性抹香鯨是虎鯨少數不敢招惹的動物之一(成年的雄性抹香鯨與虎鯨同為頂級掠食者，沒有任何天敵)，成年的雄性抹香鯨時常主動攻擊成群的虎鯨，有紀錄指出一頭雄性抹香鯨攻擊一群正在捕食魚群的虎鯨。虎鯨也常用群獵的方式來獵食海豚，種類包括瓶鼻海豚、真海豚、花紋海豚、白腰鼠海豚、斑紋海豚、弗氏海豚和領航鯨等海豚。牠們群獵時利用從隆額（海豚科用來製造迴聲定位的部位，會將聲音集中成一束）發出的超音波互相溝通和聯繫，並策畫戰術。獵捕海狗時，虎鯨會在滿潮前觀察直達海灘的裂縫溝渠，當滿潮時溝渠會灌滿水，並在沙灘上形成一片淺水域，此時虎鯨會沿著溝渠衝上海灘，並故意讓自己擱淺，以趁機捕食海狗或海獅，有時一隻虎鯨會露出大背鰭吸引海狗群的注意，這時另一隻虎鯨就會悄悄的靠近捕殺海狗，當獵物脫逃時，另一隻虎鯨就會衝上去接替捕食。
虎鯨一旦有機會也會捕食陸生哺乳類。位於北美洲的西北海岸，鹿科動物(例如駝鹿)經常在海岸附近的島嶼間渡海游泳藉以尋找食物時很容易遭到虎鯨的攻擊。
硬骨魚類是虎鯨重要的食物來源，對象包括鯡科、鯖科、鯷科、鱈科等魚類。甚至有些族群的虎鯨幾乎只吃硬骨魚類。在棲息於挪威和格陵蘭海域的族群，常跟隨著鯡魚群的秋季遷徙路線並到達挪威海岸附近。太平洋東北部的虎鯨族群，鮭魚則是佔了96%的食物來源，在被捕食的鮭魚物種中，大鱗大麻哈魚佔了大約65%，大麻哈魚也常被捕食，紅大麻哈魚和駝背大麻哈魚所佔比例則較小。虎鯨在捕食鯡魚群時，成員們會先將魚群趕成一群魚球，再用強而有力的尾部拍打魚群，接著虎鯨就取食被擊昏的鯡魚。屬於鯖科的鮪屬也在虎鯨的獵物列表內，在野外，虎鯨會捕食黃鰭鮪、藍鰭鮪、大目鮪和長鰭鮪等鮪魚。旗魚科的成員都是大型魚類，捕食多種魚類，因此位於食物鏈上層，例如劍旗魚和大西洋藍槍魚皆為高級掠食者，但虎鯨卻是牠們的主要天敵之一。
鯊魚和魟魚為虎鯨重要的獵物之一。例如在紐西蘭，虎鯨會捕食的軟骨魚物種包括薄尾魟、棘尾魟、短尾魟、大青鯊、尖吻鯖鯊和錘頭雙髻鯊等多種軟骨魚，虎鯨亦會攻擊更大的鯊魚，對虎鯨來說不只可獲得食物，還可以排除一些競爭對手，大白鯊、鼬鮫和太平洋睡鯊皆為虎鯨的攻擊目標。鯨鯊、姥鯊皆為體型龐大的濾食性鯊魚(可超過12公尺長)，由於虎鯨會用群體獵食來攻擊大型鬚鯨，當要攻擊這幾種巨型濾食性鯊魚時，虎鯨也會採用類似攻擊鬚鯨的獵食手段。观鲸者曾于1997年在法拉伦群岛观察到虎鲸从侧面撞击大白鲨使其晕厥，然后将鲨鱼翻转至腹部朝上，致其进入假死状态并最终窒息死亡的捕食方法。此外也會捕食翻車魚。
在許多地區，虎鯨也會捕食鳥類，像是鸕鶿和鷗。有紀錄指出虎鯨會刻意把魚群趕到海面，並吸引海鷗前去捕食，當海鷗到達水面後，就被虎鯨捕食。在南極，企鵝也是虎鯨的主要食物來源之一，皇帝企鵝和國王企鵝皆有被虎鯨捕食的紀錄。

## 現況
由於人類歷史的捕鯨業從沒把虎鯨當過目標，所以虎鯨族群數量都算穩定，不可靠的估計全球海洋中的虎鯨至少100000頭以上，目前虎鯨並沒有滅絕之虞，但部分地區獵捕可能已造成部分地區虎鯨族群的減少。位於華盛頓州與英屬哥倫比亞的虎鯨，無論是定居型或過境型皆僅餘數百頭，同時深受污染、重型船隻行駛，以及獵物減少等生存威脅。密集的賞鯨活動可能會干擾虎鯨的生活，而那些為了保護鮭魚養殖場免受鰭腳類入侵的人們可能會將虎鯨驅逐出牠們原本偏好的棲地。估計在太平洋東部熱帶海域約有8500頭虎鯨，在阿拉斯加水域至少有850頭，日本外海可能達2000頭以上，而夏季在南極水域約有8000頭虎鯨分布，分布範圍內的其他地區可能在數百至千餘頭之間。目前在日本、印尼、格陵蘭、與西印度群島（West Indies）的捕鯨者仍持續捕捉虎鯨，雖然捕殺量少，但對當地族群卻可能會有相當大的影響。